# 长毛明对虾
长毛明对虾（学名：Fenneropenaeus penicillatus）也称长毛对虾，对虾科明对虾属的一种甲壳动物，广泛分布于太平洋西部和印度洋北部海域。

## 形态特征
虾体淡棕黄色，额角上缘7～8齿，下缘4～6齿。雄虾第三颚足末节有毛笔状长毛，其长度为倒数第二节的1.2～2.7倍。额角脊上有断续的凹点。成年虾体长一般可以长到130～190毫米，体重28～80克，是对虾中的大型虾之一。

## 生态习性
长毛明对虾最适生长温度为25～30℃，最适盐度70～30。产卵期3～5月。

## 经济价值
长毛明对虾在中国南方海域较为常见，是重要的海洋捕捞和养殖对象。